# Erègion

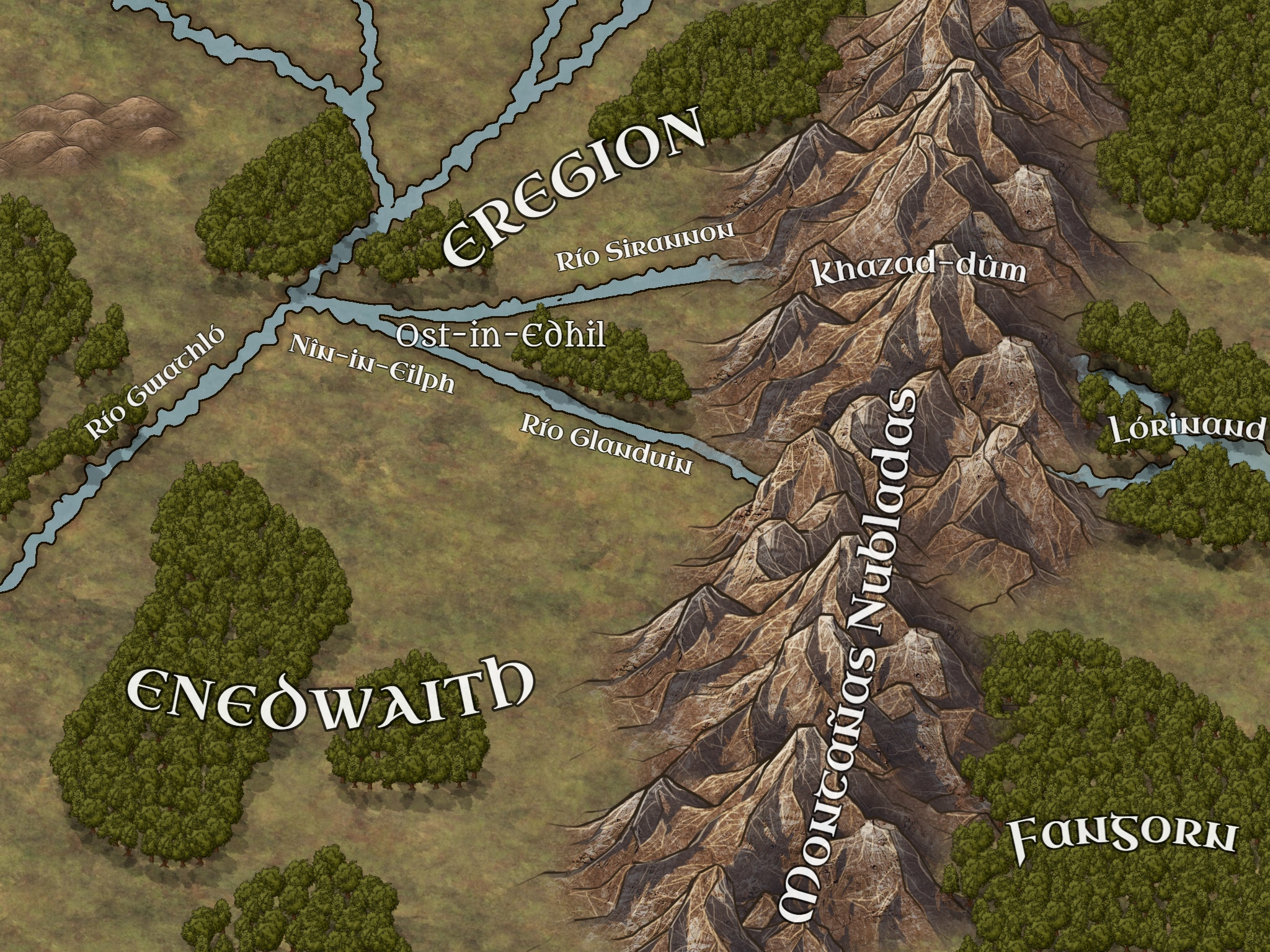
Recreació d'Èregion.

Erègion o Erégion (en èlfic significa literalment "terra del grèvol"), també anomenada Grevoleda pels homes; és un indret fictici que pertany al llegendari de l'escriptor britànic J. R. R. Tolkien. Segons és descrit al Silmaríl·lion: reialme nóldorin a la segona Edat als peus occidentals de les Muntanyes Boiroses on foren fets els anells èlfics. Prop d'Erègion es trobava Ost-in-Edhil, la ciutat dels ferrers elfs, el senyor dels quals era Celebrimbor. Erègion va ser destruïda durant la guerra contra Sàuron a la Segona Edat i va quedar deshabitada. La comunitat de l'anell la va travessar durant l'etapa del viatge que passava per les Muntanyes Boiroses. A Erègion també s'hi van crear les variacions runes èlfiques, que amb el temps van ser oblidades.